# Kanton Capesterre-de-Marie-Galante
Kanton Capesterre-de-Marie-Galante (francouzsky Canton de Capesterre-de-Marie-Galante) byl francouzský kanton v departementu Guadeloupe v regionu Guadeloupe. Tvořila ho pouze obec Capesterre-de-Marie-Galante. Zrušen byl při reformě francouzských kantonů v roce 2014.